# Ligyra transiens
Ligyra transiens är en tvåvingeart som först beskrevs av Mario Bezzi 1924.  Ligyra transiens ingår i släktet Ligyra och familjen svävflugor.
Artens utbredningsområde är Zambia. Inga underarter finns listade i Catalogue of Life.